# Aschitus ilus
Aschitus ilus är en stekelart som först beskrevs av Trjapitzin 1967.  Aschitus ilus ingår i släktet Aschitus och familjen sköldlussteklar. Inga underarter finns listade.